# 国际河流组织
国际河流组织是一个非盈利性的，非政府性的环保人权组织，总部位于美国加利福尼亚州伯克利。它由一些环保与社会的积极分子于1985年成立。国际河流组织与全世界的政治经济分析师、科学家、记者、可持续发展专家、当地居民以及志愿者合作, 一起在60多个国家里宣传水库的危害与后遗症。
国际河流组织在南非、喀麦隆、泰国、巴西、印度、以及美国都有成员。国际河流组织的成员有广博的知识，他们用研究，教育和倡导等方式来达成组织的目标。

## 目标
国际河流组织的目标是保护河流以及依靠河流生存的社群们。他们积极反对水库造成的不可持续发展模式，同时推广其他切实可行的方法来满足水源、发电、防洪等需求。在非洲、亚洲和拉丁美洲，这个组织还希望让受到大坝影响的人们有能力参与自己家园的建设工作。
国际河流组织希望能够改变人们对河流开发问题的看法。这一组织与众多伙伴一起倡导社会补偿、生态修复以及基础建设。他们想要阻止水利发电工业利用人们对于气候变化的关心进行不当发展，因为他们表示水库也会产生温室气体，对环境造成影响。

## 工作
国际河流组织整合力量对于某些重点工程进行工作，以此改变全球政策。它既强调破坏性水库建设造成破坏的原因，也强调其结果。他们在非洲、中国、拉丁美洲和东南亚都开展过活动。这些活动重点关注水库对气候变化的影响、政策的修改以及国际金融机构的一些做法；他们同时也推广水与能源问题的解决方案，这些方案更加尊重人权和环境方面的可持续性。

## 贡献
这个组织表示，在其诸多成就之中，参与组织国际反水库运动是他们最重要的贡献之一。这个活动具有全球性，拥有多个利益相关者，由世界银行和世界自然保护联盟创办。在两年里，全球反水库运动进行了有史以来最艰巨的水坝研究，对79个国家中的1000个水坝进行了调查。在最终的调查报告中，他们总结：尽管水库对人类发展有重要的贡献……但是在许多情况下，人们需要付出许多沉重而且可能不必要的代价来获得这种利益，尤其是在社会和环境方面。这些代价是由当地居民、下游群众、缴税者以及自然环境付出的。
国际河流组织在全世界范围内支持受水库影响的群众，并且对此十分自豪。由于这个组织的介入，世界范围内的水库建设减少了一半，全球人民也对于水力发电的后果有了进一步的认识。
国际河流组织发行一份季刊《世界河流评论》，它关注许多水库项目的建设进程以及与其有关的生态系统与人民。他们同时每年出版许多与水库有关的报告。这两类文件都是可以在其官方网站上进行免费下载的。